# (3258) Somnium
(3258) Somnium (1983 RJ) – planetoida z pasa głównego asteroid okrążająca Słońce w ciągu 3,28 lat w średniej odległości 2,21 j.a. Odkryta 8 września 1983 roku.